# Korea-Kiefer
Die Korea-Kiefer (Pinus koraiensis) ist eine asiatische Pflanzenart aus der Gattung der Kiefern (Pinus). Das Nadelgehölz ist die dominierende Art des Koreakiefer-Laubmischwaldes, kommt aber auch in Reinbeständen vor. Das Höchstalter wird mit 500 Jahren angegeben.

## Beschreibung

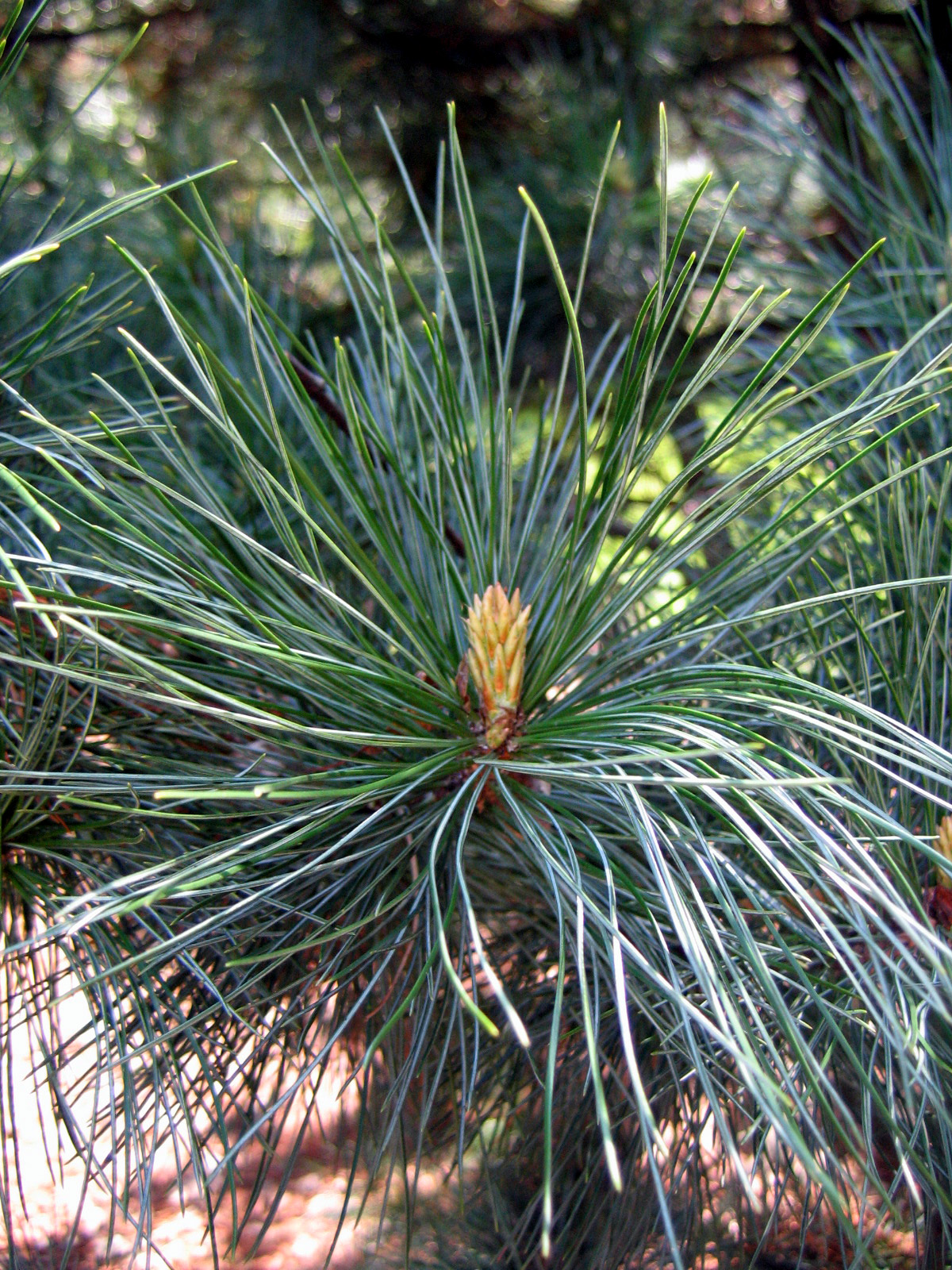
Zweig mit Nadeln

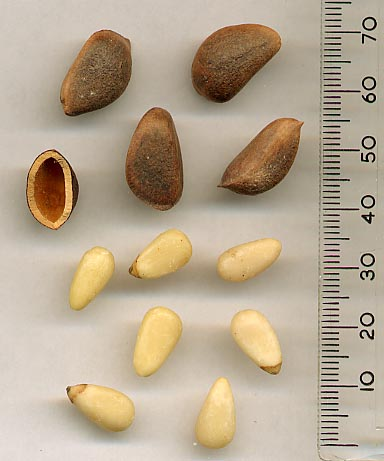
Samen

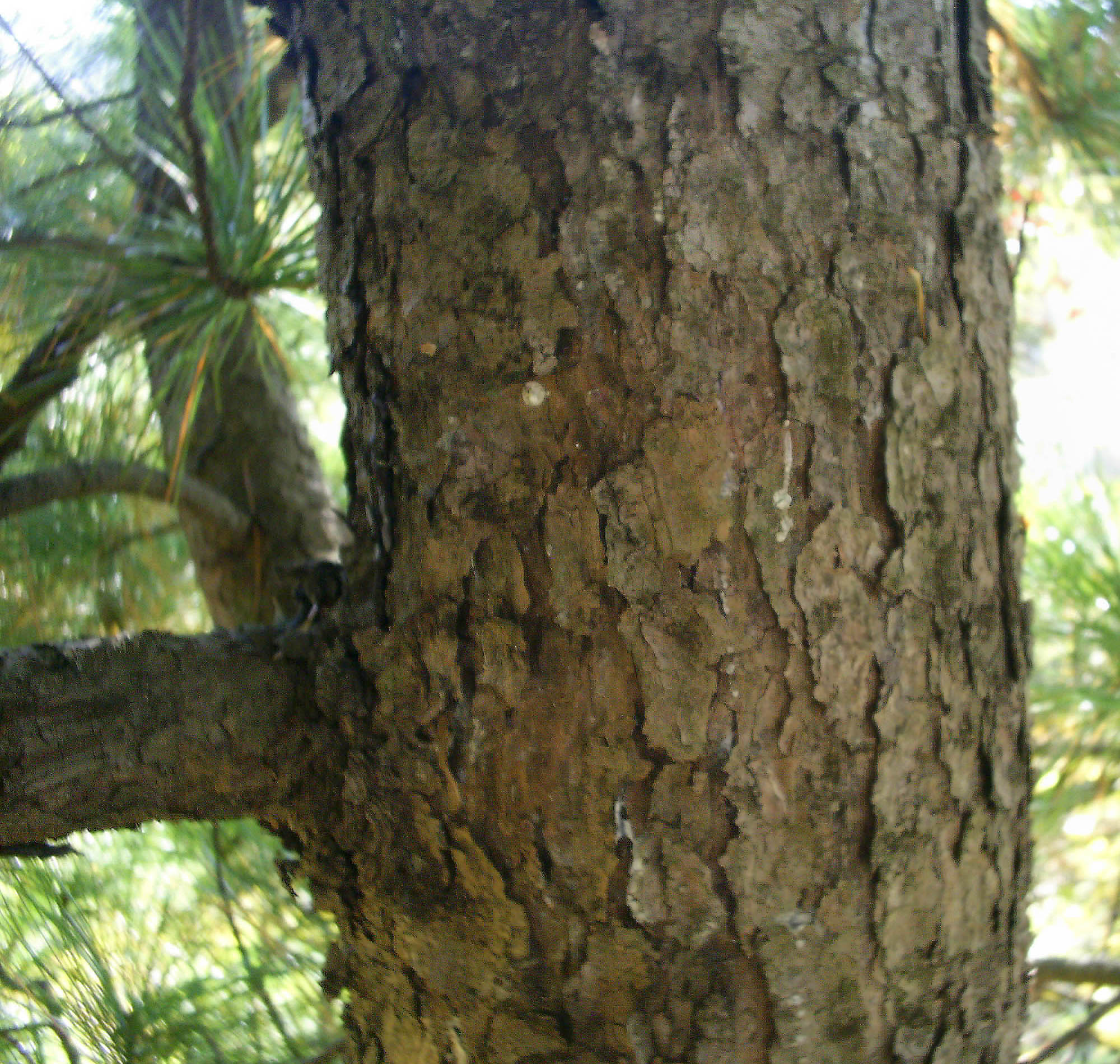
Borke

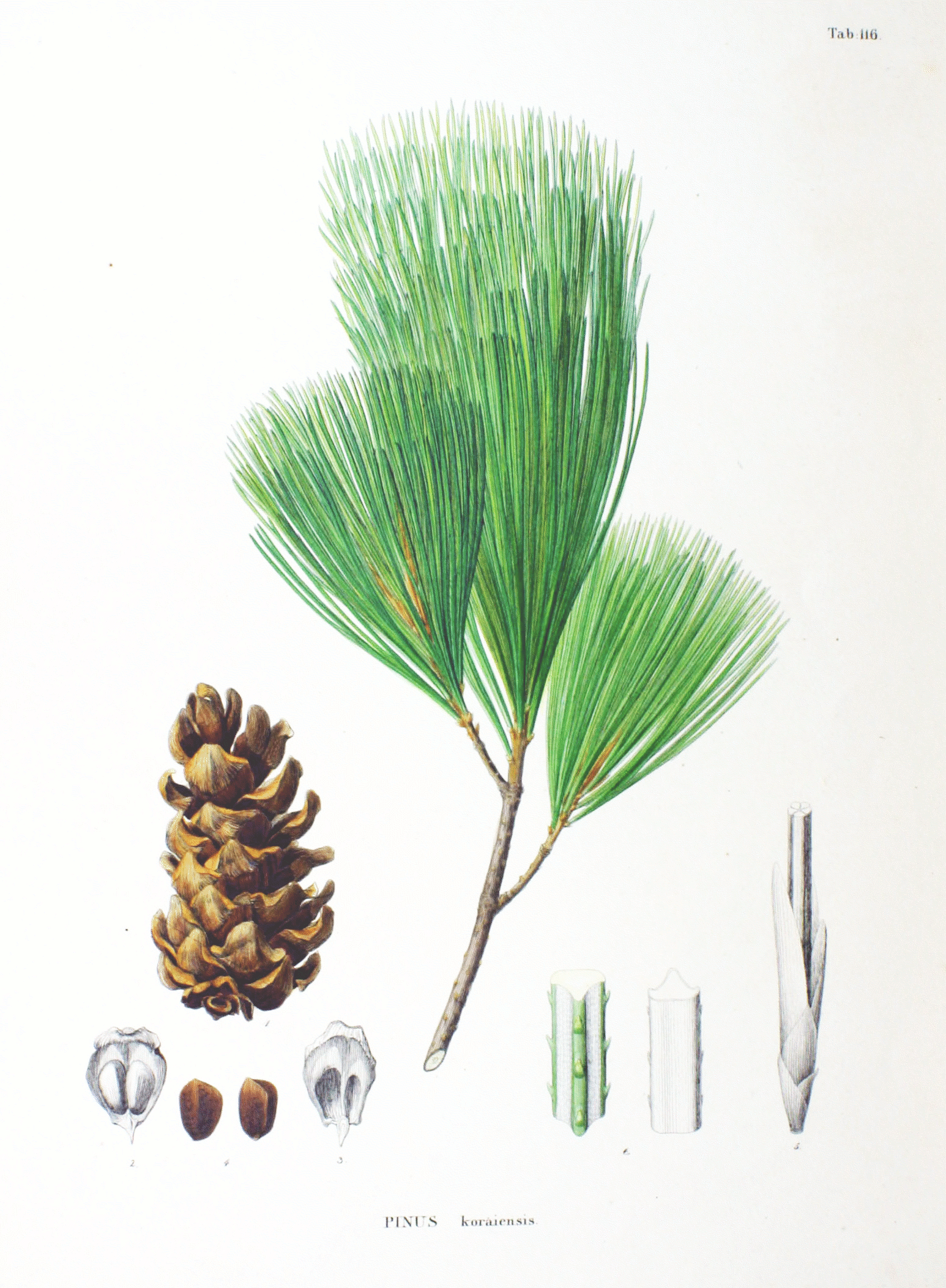
Zeichnung

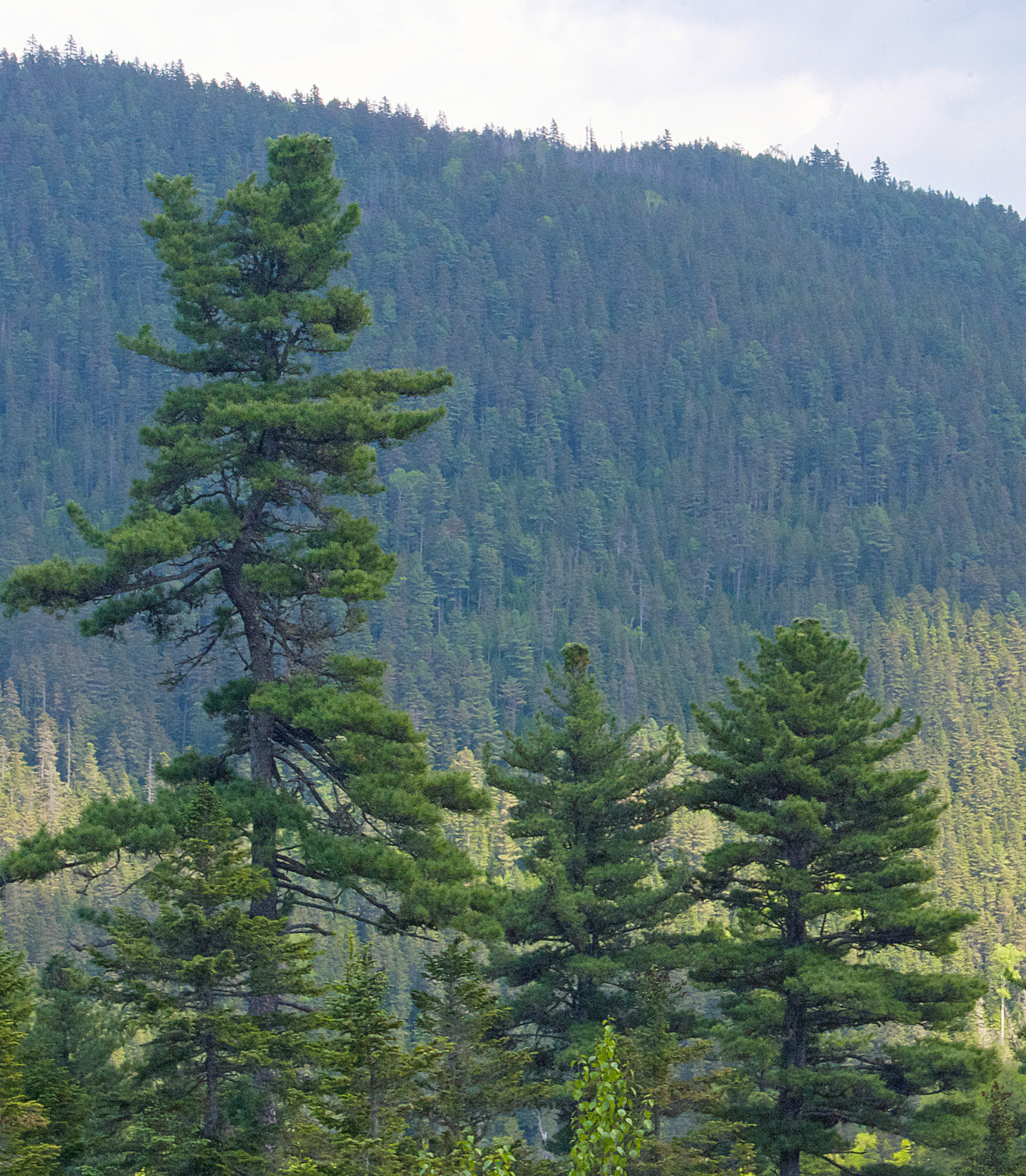
Korea-Kiefer im Sichote-Alin-Gebirge

### Habitus
Die Korea-Kiefer ist ein dicht benadelter Baum mit geradem Stamm, der eine Höhe von maximal 40 Metern und einen Brusthöhendurchmesser von 1,6 Metern erreichen kann. Die Krone von älteren Bäumen ist aufgrund der starken Verzweigung stark abgeflacht. Jüngere Bäume haben eine eher kegelförmige Gestalt.

### Knospen und Nadeln
Die länglich-eiförmigen Winterknospen sind hell rotbraun und nur schwach verharzt. Die Nadeln stehen zu fünft an den Kurztrieben und sind mit einem Durchmesser von etwa einem Millimeter relativ dick. Ihre Länge schwankt zwischen sechs und zwölf Zentimeter, sie sind durchschnittlich acht Zentimeter lang. Im dreieckigen Nadelquerschnitt sind ein Leitbündel und drei Harzkanäle, einer pro Ecke, erkennbar. Auf den beiden Unterseiten befinden sich sechs bis acht hellblaue Spaltöffnungsreihen. Die Nadeloberseite weist keine Spaltöffnungen auf. Die Nadeln verbleiben meist drei, seltener vier bis fünf Jahre am Baum.

### Blüten, Zapfen und Samen
Die Korea-Kiefer ist einhäusig-getrenntgeschlechtig (monözisch). Bei den weiblichen Blütenzapfen lassen sich drei Farbvarianten unterscheiden. Die purpurrote Farbvariante hat kräftig gefärbte Samenschuppen, die mit weißlichen Wachspartikeln bedeckt sind. Die grüne Farbvariante hat nur wenig gefärbte Samenschuppen. Bei der rot-grünen Farbvariante sind die Blütenstände 2 bis 2,5 Zentimeter lang und stehen in quirlständigen Gruppen von bis zu 10 an den Enden von jungen Langtrieben. Die männlichen Blütenzapfen sind elliptisch geformt und rötlich-gelb gefärbt. Sie stehen statt benadelten Kurztrieben gehäuft an der Basis junger Langtriebe und sind einigermaßen gleichmäßig über die Krone verteilt. Die länglich-eiförmigen Zapfen sind anfangs grün und verfärben sich zur Reife hin grünlichbraun. Sie werden im zweiten Jahr nach der Bestäubung reif und sind dann 10 bis 15 Zentimeter, manchmal bis 20 Zentimeter lang und haben einen Durchmesser von 5 bis 10 Zentimeter. Im Durchschnitt wiegen sie zur Reife 133 Gramm. Die Zapfenschuppen sind rhombisch und verjüngen sich zur Spitze hin. Der wenig ausgeprägte Apex ist etwas nach außen gerollt. An der Basis jeder Samenschuppe entstehen zwei (selten nur ein) Samen von 12 bis 16 Millimeter Länge und 7 bis 10 Millimeter Durchmesser. Keine Kiefernart bildet größere Samen. Die braunen Samen sind eiförmig, dreikantig und besitzen eine glatte Oberfläche. Das Tausendkorngewicht beträgt rund 500 Gramm. Die Ausbreitung erfolgt Großteils durch den Tannenhäher (Nucifraga caryocatactes). Die Keimlinge bilden 10 bis 16 Keimblätter (Kotyledonen) aus. Diese Keimblätter werden 3,8 bis 5 Zentimeter lang und rund 1,5 Millimeter breit.

### Chromosomenzahl
Die Chromosomenzahl beträgt 2n = 24.

### Borke
Die Borke ist anfangs glatt und graubraun, später längsrissig. Es werden unregelmäßige muschel- bis schuppenförmige Platten gebildet. Werden diese Platten abgestoßen, geben sie eine jüngere, rötlichbraune Borkenschicht frei. Der mittlere Tanningehalt der Borke beträgt 5,57 %. Junge Triebe besitzen eine dichte, gelbbraune bis rotbraune Behaarung.

### Wurzelsystem
Die Korea-Kiefer ist ein Flachwurzler, wurzelt aber tiefer als die mit ihr vergesellschafteten Fichten- und Tannenarten. Die Hauptwurzel wird selten länger als 30 Zentimeter, verzweigt sich aber sehr intensiv. Es werden kräftige und relativ flachstreichende Seitenwurzeln gebildet, die selbst bei günstigen Bodenverhältnissen meist nur 0,6 bis 0,7, selten bis 1 Meter tief reichen. Rund 80 bis 90 % der Gesamtwurzelmasse befindet sich in den oberen 50 Zentimetern. Die Anzahl der Oberflächenwurzeln steigt mit der Tiefgründigkeit des Bodens. Die Hauptwurzel kann bei stark verfestigten, schlecht durchlüfteten und vernässten Substraten absterben. Die Art geht Mykorrhiza-Partnerschaften mit verschiedenen Dickröhrlingen (Boletus) und Schmierröhrlingen (Suillus) ein.

### Holz
Das rotbraune Kernholz ist von einem gelblichbraunen Splint umgeben. Die Übergänge zwischen Spät- und Frühholz vollziehen sich allmählich. Das gleichmäßig strukturierte Holz fällt durch seinen intensiven Harzgeruch auf. Es ist gut zu trocknen, arbeitet wenig, ist recht dauerhaft, leicht zu bearbeiten und nagelfest. Im luftgetrockneten Holz sind 53,72 % Cellulose und 26,91 % Lignin vorhanden.
| Mechanische Eigenschaften          | Wert | Einheit |
| ---------------------------------- | ---- | ------- |
| Darrdichte ({\displaystyle r_{0}}) | 0,44 | g/cm³   |
| Druckfestigkeit                    | 334  | kg/cm²  |
| Biegefestigkeit                    | 653  | kg/cm²  |
| Zugfestigkeit                      | 981  | kg/cm²  |

## Verbreitung und Standort
Das Verbreitungsgebiet erstreckt sich vom Küstenbereich Nordostchinas nach Norden bis Russland, nach Süden bis Korea und über das Meer bis nach Japan. In China kommt die Art im Hügelland des Heilongjiang, im Changbai-Gebirge und im Kleinen Hinggan-Gebirge natürlich vor. In Russland kommt sie vor allem in küstennahen Gebirgen wie dem Sichote-Alin-Gebirge und an der Südseite des Bureinskij-Gebirges vor. In Korea konzentriert sich das Vorkommen auf die Jingang-Berge und die Südseite des Changbai-Gebirges. Die Vorkommen in Japan liegen in den Gebirgen des mittleren Honshū und der Insel Shikoku. Das natürliche Verbreitungsgebiet hat eine Ost-West-Ausdehnung von rund 700 Kilometern und eine Nord-Süd-Ausdehnung von rund 900 Kilometern.
Die Korea-Kiefer ist eine Baumart des Bergwalds. Im natürlichen Verbreitungsgebiet wird das Klima vom Monsunregen bestimmt, hohe Luftfeuchtigkeit gehört zu den wichtigen Klimabedingungen. Die jährliche Niederschlagsmenge schwankt je nach Standort zwischen 400 und 1.200 mm. Geschlossene Bestände findet man je nach Standort in Höhen von 300 bis 1.300 Metern, Einzelbäume sogar bis 1.650 Meter. Es besteht eine gewisse Festlegung auf Braunerden und schwach podsolisierte Braunerden, wobei die besten Wuchsleistungen auf gut durchlüfteten, nährstoffreichen und tiefgründigen Böden erreicht werden. Die Art gedeiht in einem relativ weiten Temperaturbereich und ist unter zusagenden Feuchtigkeitsverhältnissen weitgehend frosthart.
Reinbestände sind selten. Häufig werden Mischbestände mit dem Japanischen Spitz-Ahorn (Acer pictum, Syn.: Acer mono), Betula costata, der Mandschurischen Esche (Fraxinus mandshurica), der Mongolischen Eiche (Quercus mongolica), der Amur-Linde (Tilia amurensis), Tilia mandshurica, Ulmus laciniata, Ulmus propinqua sowie mit Ostsibirischen Tanne (Abies nephrolepis) und der Ajan-Fichte (Picea jezoensis) gebildet, wobei die Korea-Kiefer die vorherrschende Baumart ist. In den feucht-warmen Teilen des südlichen Verbreitungsgebietes kommt die Art auch zusammen mit der Mandschurischen Tanne (Abies holophylla), der Herzblättrigen Hainbuche (Carpinus cordata), der Baumaralie (Kalopanax septemlobus) und Sorbus alnifolia vor. In Gebirgstälern kommen Acer mandshuricum, Acer triflorum, Juglans mandshurica und der Amur-Korkbaum (Phellodendron amurense) als Mischbaumarten vor.
Die Korea-Kiefer wird in der Roten Liste der IUCN als nicht gefährdet („Lower Risk/Least Concern“) geführt. Es wird jedoch darauf hingewiesen, dass eine neuerliche Überprüfung der Gefährdung nötig ist.

## Krankheiten und Schädlinge
Bestandsgefährdende Pilzkrankheiten treten nur selten auf. Pilze der Gattungen Fusarium, Pythium und Rhizoctonia werden in Baumschulen regelmäßig mit Fungiziden bekämpft. Cronartium ribicola, der Erreger des Strobenrostes, wurde erstmals 1958 registriert. Er befällt hauptsächlich Bäume unter 20 Jahren. In Südkorea sind Bestände auf einer Fläche von rund 1.300 Hektar von diesem Erreger befallen. Cenangium ferruginosum, der Erreger des Kieferntriebsterbens, sowie Lophodermium maximum, Lophodermium nitens und Lophodermium pini-pumilae, welche die Kiefernschütte hervorrufen, sind von geringer Bedeutung. Eine wirtschaftliche Bedeutung werden dem Kiefern-Braunporling (Phaeolus schweinitzii) und dem Kiefernfeuerschwamm (Phellinus pini), welche eine intensive Stamm- und Stockfäule hervorrufen, zugerechnet.
Der Rüsselkäfer Pissodes nitidus richtet erhebliche Schäden an Aufforstungen an. Die Maulwurfsgrillen Grillotalpa africana und Grillotalpa unispina fressen die Wurzeln und schädigen so vor allem Sämlinge. Die Zünsler Dioryctria abietella und Dioryctria auranticella schädigen die Triebspitzen und Zapfen. Das Holz wird hauptsächlich vom Sechszähnigen Kiefernborkenkäfer (Ips acuminatus), dem Zwölfzähnigen Kiefernborkenkäfer (Ips sexdentatus), Ips subelongatus, dem Kupferstecher (Pityogenes chalcographus) sowie verschiedenen Bockkäferarten der Gattungen Acanthocinus, Monochamus und Tetropium befallen.

## Nutzung
Das Holz wird in der Bauindustrie verwendet. Es dient zur Herstellung von Türen, Fenstern, Dachkonstruktionen, Fußböden und Möbeln. Es eignet sich auch zur Herstellung von Zellstoff und Papier. Geringere wirtschaftliche Bedeutung haben die Nutzung des Harzes, die Gewinnung von Gerbstoffen aus der Rinde und die Verwendung des Nadelöls für die Kosmetik. Die Art wird regional wegen ihrer ölhaltigen und essbaren Samen angebaut. Sie wird nur selten als Parkbaum angepflanzt.

## Systematik
Die Korea-Kiefer wird innerhalb der Gattung der Kiefern (Pinus) der Sektion Quinquefoliae und der Subsektion Strobus zugeordnet. Als nahe verwandte Arten werden die Zwerg-Kiefer (Pinus pumila) und die Sibirische Zirbelkiefer (Pinus sibirica) genannt.
Es werden in Bezug auf die Borken- und Zapfenmorphologie zwei Formen unterschieden:
- Pinus koraiensis f. leptodermis Wang & Chi mit feinborkiger Schuppenborke und dünnen, langen Zapfen
- Pinus koraiensis f. pachidermis Wang & Chi mit grobborkiger Schuppenborke und kurzen, dicken Zapfen.

Pinus koraiensis wurde 1842 durch Siebold & Zucc. in ihrer "Flora japonica" Band 2, Seite 28 erstbeschrieben. Synonyme von Pinus koraiensis Siebold & Zucc. sind Strobus koraiensis (Siebold & Zucc.) Moldenke, Apinus koraiensis (Siebold & Zucc.) Moldenke, Pinus strobus Thunb., Fl. Jap.: 275 (1784) sensu auct., Pinus mandschurica Rupr., Pinus cembra var. mandschurica (Rupr.) Carrière und Pinus prokoraiensis Y.T.Zhao, J.M.Lu & A.G.Gu.

## Nachweise